# Glass Bowl (football américain)
Le Glass Bowl était un match de football américain de niveau universitaire d'après-saison régulière joué de 1946 à 1949. Il se déroulait sur le campus de l'université de Toledo dans son stade dénommé Glass Bowl.
Toledo était un centre de fabrication d'objets en verre, y compris le verre utilisé dans le secteur de l'automobile pour les usines de Détroit situées à proximité. Wayne Kohn, un ouvrier de chantier naval travaillant dans une entreprise de verre de Toledo, suggéra aux édiles municipales qu'un Glass Bowl serait de nature à élever le prestige de la ville et de ses usines. Le 25 octobre 1946, lors d'une conférence de presse à New York, l'université de Toledo annonce la création d'un nouveau bowl qui se déroulera en décembre et auquel elle participera (l'équipe étant éligible pour un bowl). Elle remporte les trois premières éditions mais est cependant battue lors de la quatrième par l'université de Cincinnati.
La commission sportive de l'université de Toledo vote alors pour le report de l'organisation du bowl à décembre 1951. L'équipe en est à une fiche de 4-2 lorsque l'université annonce qu'elle renonce à organiser le match prévu pour le 1er décembre parce qu'aucune école contactée n'a manifesté l'envie d'y jouer.

## Résultats des matchs
| Historique du Glass Bowl |                        |                            |          |
| Date                     | Vainqueur              | Finaliste                  | Résultat |
| 7 décembre 1946          | Rockets de Toledo      | Bobcat de Bates College    | 21-12    |
| 6 décembre 1947          | Rockets de Toledo      | Wildcats du New Hampshire  | 20-14    |
| 4 décembre 1948          | Rockets de Toledo      | Université d'Oklahoma City | 27-14    |
| 3 décembre 1949          | Bearcats de Cincinnati | Rockets de Toledo          | 33-13    |